# Äppeläquator

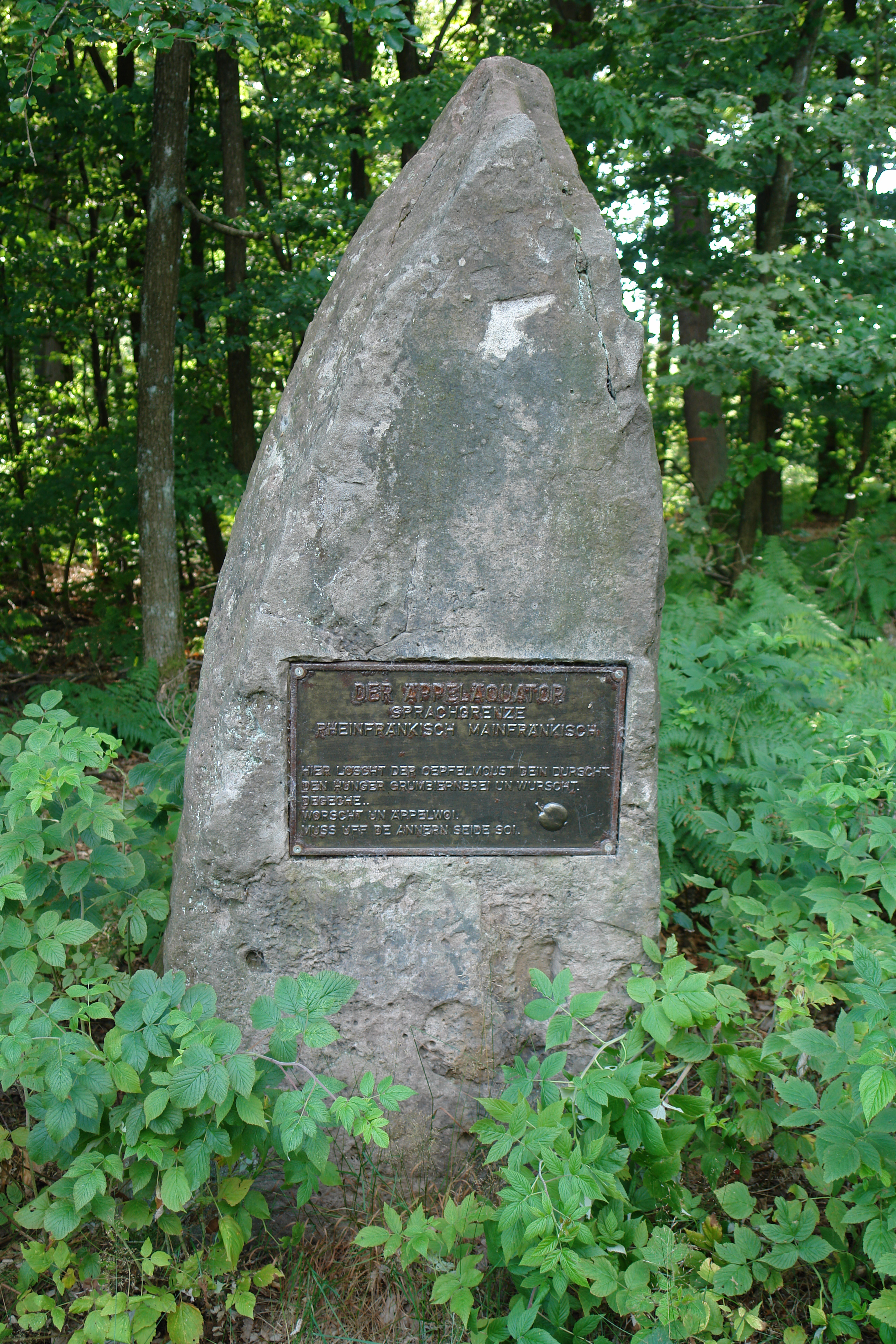
Gedenkstein für den Äppeläquator mit einem kurzen Gedicht in den Dialekten Rheinfränkisch und Ostfränkisch

Als Äppeläquator wird die Sprachgrenze zwischen Rheinfränkisch (Untermainländisch) und Ostfränkisch (Unterfränkisch) bezeichnet. Sprachwissenschaftlich ist er Teil der sogenannten Speyerer Linie.

## Verlauf
Der Äppeläquator verläuft im Spessart entlang einer Linie von Wertheim nach Schollbrunn. Er ist die Sprachgrenze vom mainfränkischen zum rheinfränkischen Dialekt, eine der bekanntesten Sprachgrenzen Deutschlands. An der Straße von der Raststätte Rohrbrunn nach Schollbrunn steht seit Mai 2004 ein Gedenkstein, auf dem ein kurzes Gedicht in beiden Dialekten von dieser Grenze wie folgt berichtet:
„Hier löscht der Oepfelmoust Dein Durscht, den Hunger Grumbiernbrei un Wurscht.
 Degeche:
 Worscht un Äppelwoi, muss uff de annern Seide soi.“
Die Grenze der Dialekträume lässt sich an Kennwörtern festmachen: Hier vollzieht sich der Wechsel vom „Appel“ zum „Apfel“ und vom „Äppelwoi“ zum „Oepfelmoust“. Die Isoglosse wird auch Speyerer Linie oder Appel-Apfel-Linie genannt. Wenn man andere Dialektwörter berücksichtigt, handelt es sich genaugenommen um einen bis zu 20 km breiten Übergangsstreifen.
Koordinaten: 49° 52′ 5,9″ N, 9° 24′ 40″ O